# ペデルナレス川
ペデルナレス川（ペデルナレスがわ、スペイン語、Río Pedernales）は、イスパニョーラ島南部を流れて、大西洋の縁海であるカリブ海へと直接流れ込む河川。

## 地理

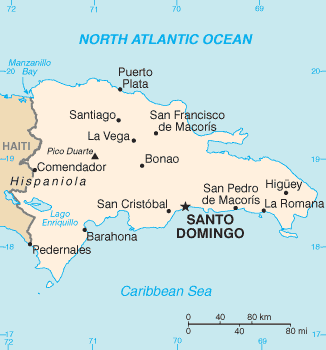
ドミニカ共和国の地図。南西端部に「Pedernales」と書かれている付近にペデルナレス川の河口が存在する。

ペデルナレス川はイスパニョーラ島南部を北から南の方向に流れている。イスパニョーラ島は西側約3分の1をハイチが、東側約3分の2をドミニカ共和国が領有しており、この川の流路の一部は両国の国境の一部となっている。なお、ドミニカ共和国側におけるペデルナレス川水系の流域面積は174.24 km2であり

、このうちの最上流部の66.51 km2はドミニカ共和国によってバオルコ山地国立公園に指定されている

。
この川の河口付近の左岸側（ドミニカ共和国側）にはペデルナレスの町が形成されている。